# Newcomer-Gletscher
Der Newcomer-Gletscher ist ein 30 km langer Gletscher im westantarktischen Ellsworthland. Er durchschneidet den nördlichen Teil der Sentinel Range des Ellsworthgebirges und fließt zunächst in südöstlicher Richtung aus dem Gebiet nahe dem Allen Peak. Später wendet er sich nach Osten und verlässt die Sentinel Range nördlich des Bracken Peak.
Das Advisory Committee on Antarctic Names benannte ihn 1961 nach Loyd Edward Newcomer (1918–2003), der als Pilot der Flugstaffel VX-6 der United States Navy zwischen dem 14. und 15. Dezember 1959 an Flügen über die Sentinel Range zur Erstellung von Luftaufnahmen tätig war.